# Episodi di King of Kensington (quinta stagione)
La quinta stagione della serie televisiva King of Kensington è stata trasmessa in anteprima in Canada dalla CBC Television tra il 13 settembre 1979 e il 13 marzo 1980.
| nº | Titolo originale               | Titolo italiano | Prima TV Canada   | Prima TV Italia |
| -- | ------------------------------ | --------------- | ----------------- | --------------- |
| 1  | King's Brave New World         |                 | 13 settembre 1979 |                 |
| 2  | Diabolical Plots               |                 | 20 settembre 1979 |                 |
| 3  | Life Begins at 40              |                 | 27 settembre 1979 |                 |
| 4  | Home Is Where the Heartburn Is |                 | 4 ottobre 1979    |                 |
| 5  | The Rivals                     |                 | 11 ottobre 1979   |                 |
| 6  | Born to Boogie                 |                 | 1º novembre 1979  |                 |
| 7  | The Blind Date                 |                 | 8 novembre 1979   |                 |
| 8  | Masters and Johnson and King   |                 | 15 novembre 1979  |                 |
| 9  | The Bet                        |                 | 22 novembre 1979  |                 |
| 10 | Pawn to King Four              |                 | 6 dicembre 1979   |                 |
| 11 | Down But Not Out               |                 | 13 dicembre 1979  |                 |
| 12 | The Hat Trick                  |                 | 11 ottobre 1979   |                 |
| 13 | Catch 23                       |                 | 20 dicembre 1979  |                 |
| 14 | The Total Woman                |                 | 3 gennaio 1980    |                 |
| 15 | Look Ma, No Cavities           |                 | 10 gennaio 1980   |                 |
| 16 | Sign of the Bull               |                 | 17 gennaio 1980   |                 |
| 17 | Good News, Bad News            |                 | 31 gennaio 1980   |                 |
| 18 | The Spirit of Joy              |                 | 24 gennaio 1980   |                 |
| 19 | War and Peace                  |                 | 7 febbraio 1980   |                 |
| 20 | Counter Attack                 |                 | 21 febbraio 1980  |                 |
| 21 | Green-Eyed Monster             |                 | 28 febbraio 1980  |                 |
| 22 | Purple Passion                 |                 | 6 marzo 1980      |                 |
| 23 | Movin' On                      |                 | 13 marzo 1980     |                 |